# 里韦拉
里韦拉（西班牙語：Rivera，西班牙語發音：[riˈβeɾa]）是位于乌拉圭东部与巴西交界处的一座城市，也是里韦拉省的首府。城市得名于乌拉圭第一任总统弗鲁克图奥索·里维拉。